# University of San Francisco
University of San Francisco (USF) – prywatny amerykański uniwersytet jezuicki w San Francisco, w Kalifornii. Główny kampus uczelni znajduje się na terenie o powierzchni 55 akrów (22 ha) między mostem Golden Gate a Parkiem Golden Gate. Główny kampus, nazywany potocznie „The Hilltop” (Wzgórze), jest podzielony na dwie części oddalone od siebie o jedną przecznicę. Część głównego kampusu mieści się na Lone Mountain, jednym z głównych elementów geograficznych San Francisco. Bliskie historyczne związki uniwersytetu z miastem i hrabstwem San Francisco znajdują odzwierciedlenie w jego tradycyjnym motcie: Pro Urbe et Universitate („Dla Miasta i Uniwersytetu”).

## Historia
Założony przez jezuitów w 1855 roku jako Akademia św. Ignacego, University of San Francisco rozpoczął swoją działalność jako jednoklasowa na ścieżce dla bydła, która później stała się ulicą Market Street, w miejscu, które później zostało centrum San Francisco. W dniu otwarcia pojawiło się trzech uczniów, co dało stosunek liczby uczniów do nauczycieli wynoszący 1:1. Ojciec Anthony Maraschi był założycielem i pierwszym rektorem uczelni, profesorem, skarbnikiem oraz pierwszym proboszczem Kościoła św. Ignacego. Pod kierownictwem Maraschiego Akademia św. Ignacego otrzymała 30 kwietnia 1859 roku od stanu Kalifornia, podpisany przez gubernatora Johna B. Wellera, statut uprawniający do nadawania stopni naukowych. W tym samym roku szkoła zmieniła nazwę na Kolegium św. Ignacego i przeniosła się do nowego budynku przy Van Ness Avenue w Civic Center (obecnie znajduje się tam Davies Symphony Hall). Po trzęsieniu ziemi i pożarze w 1906 roku kolegium przeniesiono na rogi ulic Hayes i Shrader.
Jezuici nabyli niewielki pas ziemi na rogu ulic Fulton Street i Parker Avenue, a w 1914 roku ukończyli budowę obecnego Kościoła św. Ignacego w tym miejscu. Do 1927 roku, aby sprostać rosnącej liczbie studentów, wybudowano budynek tuż na wschód od kościoła, a kolegium przeniosło się na swoją obecną lokalizację. W 1930 roku, z okazji diamentowego jubileuszu i na prośbę grup absolwentów, Kolegium św. Ignacego zostało przemianowane na Uniwersytet San Francisco.
Podobnie jak miasto, które je otacza, USF jest postępowe. USF było jednym z pierwszych rasowo zintegrowanych uniwersytetów w kraju. W 1951 roku, gdy drużyna futbolowa USF została zaproszona do udziału w Orange Bowl pod warunkiem, że pozostawi swoich czarnoskórych zawodników, drużyna odmówiła.
W 1978 roku USF zakupił Lone Mountain, powiększając kampus do 55 akrów. W 2019 roku USF osiągnął cel zerowej emisji netto dwutlenku węgla, 31 lat przed terminem wyznaczonym na 2050 rok.
Obecnie USF oferuje ponad 80 programów licencjackich w dziedzinach sztuki i nauk, biznesu oraz pielęgniarstwa i zawodów medycznych, a także ponad 60 programów magisterskich w dziedzinach biznesu, prawa, sztuki i nauk, edukacji oraz pielęgniarstwa i zawodów medycznych.
Studenci USF pochodzą z 50 stanów i 111 krajów. Wychowali się w 23 tradycjach religijnych. Posługują się 50 językami. USF ma ponad 117 000 absolwentów, którzy mieszkają w 50 stanach, sześciu terytoriach USA i 139 krajach. Pracują w każdej dziedzinie znanej ludzkości. Niezależnie od tego, gdzie są i co robią, cała społeczność USF ma wspólną misję: zmieniać świat na lepsze (Change the World from Here).

## Rankingi
| Rankingi światowe        | Rankingi światowe |
| Ranking                  | Miejsce (Rok)     |
| ------------------------ | ----------------- |
| Webometrics              | 1012              |
| Times (Asia)             | =154 (2022)       |
| QS World                 | #1201-1400 (2025) |
| Rankingi krajowe         |                   |
| U.S. News & World Report | 109               |
| Washington Monthly       | 113 (2024)        |

W opublikowanych we wrześniu 2024 roku rankingach U.S. News & World Report na rok 2025 Uniwersytet San Francisco zajął 1. miejsce pod względem różnorodności, znalazł się w najlepszych 3 procentach programów pielęgniarskich oraz w najlepszych 25 procentach uniwersytetów ogółem.
W szczegółach, USF zajmuje:
- 109. miejsce wśród uniwersytetów krajowych, co oznacza najlepsze 25 procent oraz wzrost o sześć pozycji w porównaniu do ubiegłego roku.
- 1. miejsce pod względem różnorodności etnicznej na kampusie, ex aequo z Uniwersytetem Stanforda, Uniwersytetem Johna Hopkinsa i University of St Andrews.
- 59. miejsce w kategorii mobilności społecznej, co oznacza najlepsze 15 procent oraz awans o 11 miejsc.
- 114. miejsce w kategorii biznesu na studiach licencjackich, w najlepszych 25 procentach i z awansem o 21 miejsc.

W programach pielęgniarskich na studiach licencjackich USF zajmuje 19. miejsce spośród 686 programów, co oznacza najlepsze 3 procent w kraju i skok o 48 pozycji.
W dwóch nowych kategoriach rankingów dla studiów licencjackich USF zajmuje:
- 18. miejsce w przedsiębiorczości,
- 26. miejsce w marketingu.

Dodatkowo USF uplasował się na 88. miejscu w kategorii najlepszych szkół pod względem stosunku jakości do kosztów (Best Value Schools) oraz na 159. miejscu w kategorii najlepszych uczelni dla weteranów (Best Colleges for Veterans).

## Program dydaktyczny
USF oferuje 59 kierunków studiów w ramach jednego college'u i czterech szkół:
- College of Arts and Sciences (Kolegium Sztuki i Nauk)
- School of Education (Szkoła Edukacji)
- School of Law (Szkoła Prawa)
- School of Management (Szkoła Zarządzania)
- School of Nursing and Health Professions (Szkoła Pielęgniarstwa i Zawodów Medycznych)

## Znani absolwenci i rektorzy uniwersytetu
- David Herlihy
- Pacita Abad
- JuJu Chan
- George Cheung
- Ito Curata
- Richard Egan
- Michael Franti
- Hengameh Ghaziani
- Kimberly Guilfoyle
- Al Madrigal
- Stan Musilek
- Joe Rosenthal
- Ty Segall
- Suzanne Somers
- David Vann
- Gil McDougald
- Alyssa Nakken
- Bradley Zimmer
- Kyle Zimmer
- Jamaree Bouyea
- Winford Boynes
- Angelo Caloiaro
- Bill Cartwright
- Quintin Dailey
- Eric Fernsten
- K.C. Jones
- Joe McNamee
- Erwin Mueller
- Bill Russell
- Fred Scolari
- Orlando Smart
- Phil Smith
- Shamell Stallworth
- Ime Udoka
- Ollie Matson
- Pete Rozelle
- Kulis Apostolidis
- John Doyle
- Brandon McDonald
- Peanut Louie Harper
- Arthur Larsen
- Dean Karnazes
- Tetiana Łysenko
- Marcus McElhenney
- Haley Nemra
- Chung Eui-sun
- John Paul Getty Junior
- Paul Otellini
- John L. Burton
- Sala Burton
- James D. Phelan
- Pierre Salinger
- John F. Shelley
- Lynn Woolsey
- London Breed
- Frank Jordan
- Alejandro Toledo
- Olivier Weber
- John Joseph Montgomery
- Tod Brown
- Charles Chaput
- Thomas Daly
- Cyryl
- William Justice
- Steven Lopes
- John Wester

Rektorzy
- Joseph Bayma